# كمبوديا في ألعاب آسيان البارالمبية 2023
استضافت كمبوديا ألعاب آسيان البارالمبية 2023 في بنوم بنه من 3 إلى 9 يونيو 2023 وشاركت بفريق مكون من 252 رياضيًا.
فازت البلاد بأول ميدالية ذهبية لها في 3 يونيو 2023، في منافسات كرة السلة على الكراسي المتحركة في ألعاب آسيان البارالمبية 2023 للسيدات 3 ضد 3.

## ملخص الميداليات

### الميداليات حسب الرياضة
| الميداليات حسب الرياضة         | الميداليات حسب الرياضة | الميداليات حسب الرياضة | الميداليات حسب الرياضة | الميداليات حسب الرياضة | الميداليات حسب الرياضة |
| الرياضة                        | الأول                  | الثاني                 | الثالث                 | المجموع                | الترتيب                |
| ------------------------------ | ---------------------- | ---------------------- | ---------------------- | ---------------------- | ---------------------- |
| ألعاب القوى                    | 6                      | 13                     | 25                     | 44                     | 7                      |
| رفع الأثقال                    | 2                      | 0                      | 2                      | 4                      | 5                      |
| كرة السلة على الكراسي المتحركة | 1                      | 1                      | 0                      | 2                      | 2                      |
| الجودو                         | 0                      | 2                      | 3                      | 5                      | 4                      |
| البوتشيا                       | 0                      | 1                      | 2                      | 3                      | 5                      |
| السباحة                        | 0                      | 1                      | 2                      | 3                      | 8                      |
| كرة الطاولة                    | 0                      | 0                      | 7                      | 7                      | 7                      |
| الريشة الطائرة                 | 0                      | 0                      | 2                      | 2                      | 5                      |
| الكرة الطائرة بوضعية الجلوس    | 0                      | 0                      | 1                      | 1                      | 3                      |
| كرة القدم للمكفوفين            | 0                      | 0                      | 0                      | 0                      | 4                      |
| كرة القدم 7 لاعبين             | 0                      | 0                      | 0                      | 0                      | 4                      |
| كرة الهدف                      | 0                      | 0                      | 0                      | 0                      | 6                      |
| الشطرنج                        | 0                      | 0                      | 0                      | 0                      | 6                      |
| المجموع                        | 9                      | 18                     | 44                     | 71                     | 8                      |

### الميداليات حسب التاريخ
المصدر: https://games.cambodia2023.com/#medalstanding
| الميداليات حسب اليوم | الميداليات حسب اليوم | الميداليات حسب اليوم | الميداليات حسب اليوم | الميداليات حسب اليوم | الميداليات حسب اليوم |
| اليوم                | التاريخ              | الأول                | الثاني               | الثالث               | المجموع              |
| -------------------- | -------------------- | -------------------- | -------------------- | -------------------- | -------------------- |
| -1                   | 2 يونيو              | 0                    | 0                    | 0                    | 0                    |
| 1                    | 3 يونيو              | حفل الافتتاح         | حفل الافتتاح         | حفل الافتتاح         | حفل الافتتاح         |
| 1                    | 3 يونيو              | 1                    | 0                    | 0                    | 1                    |
| 2                    | 4 يونيو              | 1                    | 1                    | 4                    | 6                    |
| 3                    | 5 يونيو              | 1                    | 6                    | 6                    | 13                   |
| 4                    | 6 يونيو              | 3                    | 3                    | 15                   | 21                   |
| 5                    | 7 يونيو              | 3                    | 7                    | 12                   | 22                   |
| 6                    | 8 يونيو              | 0                    | 1                    | 7                    | 8                    |
| 7                    | 9 يونيو              | 0                    | 0                    | 0                    | 0                    |
| 7                    | 9 يونيو              | حفل الختام           | حفل الختام           | حفل الختام           | حفل الختام           |
| المجموع              | المجموع              | 9                    | 18                   | 44                   | 71                   |

### الميداليات حسب الجنس
المصدر: https://games.cambodia2023.com/#medalstanding
| الميداليات حسب الجنس | الميداليات حسب الجنس                          | الميداليات حسب الجنس | الميداليات حسب الجنس | الميداليات حسب الجنس | الميداليات حسب الجنس | الميداليات حسب الجنس |
| الجنس                | نسخة محفوظة 2023-05-18 على موقع واي باك مشين. | الثاني               | الثالث               | المجموع              | النسبة               | الترتيب              |
| -------------------- | --------------------------------------------- | -------------------- | -------------------- | -------------------- | -------------------- | -------------------- |
| ذكور                 | 3                                             | 12                   | 25                   | 40                   | 56٫3%                | 7                    |
| إناث                 | 6                                             | 5                    | 18                   | 29                   | 40٫8%                | 6                    |
| مختلط                | 0                                             | 1                    | 1                    | 2                    | 2٫82%                | 3                    |
| المجموع              | 9                                             | 18                   | 44                   | 71                   | 100%                 | 8                    |

## الحائزون على الميداليات
المصدر: الموقع الرسمي[usurped]
| الميدالية | الاسم | الرياضة                        | الحدث                          | التاريخ |
| --------- | --- | ------------------------------ | ------------------------------ | ------- |
| ذهبية     | آن سينيت فيونغ فورس سوم دا سان روثا لاك سافري                                                                               | كرة السلة على الكراسي المتحركة | فريق السيدات 3×3               | 3 يونيو |
| ذهبية     | فيت تشانثا | ألعاب القوى                    | القفز الطويل للسيدات T64       | 4 يونيو |
| ذهبية     | فيت تشانثا | ألعاب القوى                    | 400 متر سيدات T64              | 5 يونيو |
| ذهبية     | فيت تشانثا | ألعاب القوى                    | 200 متر سيدات T64              | 6 يونيو |
| ذهبية     | يين سوت | ألعاب القوى                    | 800 متر سيدات T11              | 6 يونيو |
| ذهبية     | نجون راتانا | ألعاب القوى                    | 1500 متر سيدات T11             | 6 يونيو |
| ذهبية     | فان سوشين | ألعاب القوى                    | القفز العالي رجال T46          | 7 يونيو |
| ذهبية     | كونغ سيلا | رفع الأثقال                    | رجال وزن 107 كغ                | 7 يونيو |
| ذهبية     | كونغ سيلا | رفع الأثقال                    | رجال وزن 107 كغ (إجمالي الرفع) | 7 يونيو |
| فضية      | سويونغ سريبخ | الجودو                         | سيدات J1 وزن 48 كغ             | 4 يونيو |
| فضية      | هيا هوك | ألعاب القوى                    | 100 متر رجال T53               | 5 يونيو |
| فضية      | فان فون | ألعاب القوى                    | 100 متر رجال T54               | 5 يونيو |
| فضية      | شيم فان | ألعاب القوى                    | 800 متر رجال T64               | 5 يونيو |
| فضية      | رون رين | ألعاب القوى                    | رمي الرمح رجال F11             | 5 يونيو |
| فضية      | هينغ هينغ هويرونغ | الجودو                         | رجال J2 فوق 90 كغ              | 5 يونيو |
| فضية      | خوي كوي | السباحة                        | 50 متر صدر رجال SB7            | 5 يونيو |
| فضية      | سامباث سامبان | ألعاب القوى                    | دفع الجلة رجال F11             | 6 يونيو |
| فضية      | فيا فافات | ألعاب القوى                    | دفع الجلة رجال F54             | 6 يونيو |
| فضية      | صن سرييموم | ألعاب القوى                    | 800 متر سيدات T12              | 6 يونيو |
| فضية      | هيا هوك | ألعاب القوى                    | 200 متر رجال T53               | 7 يونيو |
| فضية      | فان فون | ألعاب القوى                    | 200 متر رجال T54               | 7 يونيو |
| فضية      | شيم فان | ألعاب القوى                    | 1500 متر رجال T64              | 7 يونيو |
| فضية      | بول سارافان | ألعاب القوى                    | رمي الرمح رجال F54             | 7 يونيو |
| فضية      | نجون راتانا | ألعاب القوى                    | 800 متر سيدات T46              | 7 يونيو |
| فضية      | كانغ شامروين | ألعاب القوى                    | القفز الطويل سيدات T12         | 7 يونيو |
| فضية      | آن سينيت دونغ شامراكسا إيك سري موم هو تشانثي لاك سافري موا إيت فيونغ فورس سان روثا سيينغ سوك تشان سوم دا تاو تشاندا تون توم | كرة السلة على الكراسي المتحركة | فريق السيدات 5×5               | 7 يونيو |
| فضية      | سورن ساري ناك فانا | بوتشيا                         | الزوجي المختلط BC4             | 8 يونيو |
| برونزية   | نون ثييرا | ألعاب القوى                    | 1500 متر رجال T11              | 4 يونيو |
| برونزية   | تشويرنغ سرييماتش | ألعاب القوى                    | دفع الجلة سيدات F64            | 4 يونيو |
| برونزية   | تشي فيراك | الجودو                         | رجال J1 وزن 60 كغ              | 4 يونيو |
| برونزية   | خوي كوي | السباحة                        | 100 متر صدر رجال SB7           | 4 يونيو |
| برونزية   | تشهون فون | ألعاب القوى                    | 100 متر رجال T53               | 5 يونيو |
| برونزية   | نهورك كيمهور | ألعاب القوى                    | 800 متر رجال T64               | 5 يونيو |
| برونزية   | لاتش رينا | ألعاب القوى                    | رمي الرمح رجال F11             | 5 يونيو |
| برونزية   | يين سوت | ألعاب القوى                    | 400 متر سيدات T11              | 5 يونيو |
| برونزية   | لينغ تيثفيبول | الجودو                         | رجال J2 وزن 60 كغ              | 5 يونيو |
| برونزية   | إيك نهانساموث بوف نوتش نيك دي                                                                                               | تنس الطاولة                    | فريق الرجال TT1–3              | 5 يونيو |
| برونزية   | تشهون فون | ألعاب القوى                    | 400 متر رجال T53               | 6 يونيو |
| برونزية   | ثا فنيت فنيت | ألعاب القوى                    | دفع الجلة رجال F11             | 6 يونيو |
| برونزية   | يا ثولرادت | ألعاب القوى                    | الوثب الثلاثي رجال T46         | 6 يونيو |
| برونزية   | بونغ هونغ | ألعاب القوى                    | القفز الثلاثي رجال T47         | 6 يونيو |
| برونزية   | كروم لونغ | ألعاب القوى                    | 800 متر سيدات T11              | 6 يونيو |
| برونزية   | هوين نافاي | ألعاب القوى                    | 800 متر سيدات T12              | 6 يونيو |
| برونزية   | سرون بونثينغ | ألعاب القوى                    | 1500 متر سيدات T46             | 6 يونيو |
| برونزية   | سورن ساس | بوتشيا                         | فردي سيدات BC2                 | 6 يونيو |
| برونزية   | سوينغ سرابيتش دونغ فانها هون نيآن                                                                                           | الجودو                         | فريق السيدات                   | 6 يونيو |
| برونزية   | كرينغ لون | رفع الأثقال                    | 79 كغ سيدات                    | 6 يونيو |
| برونزية   | كرينغ لون | رفع الأثقال                    | 79 كغ سيدات (المجموع الكلي)    | 6 يونيو |
| برونزية   | إيك نهانساموث بوف نوتش | تنس الطاولة                    | زوجي رجال TT1–3                | 6 يونيو |
| برونزية   | يوي كوسال فيون سوبهيب | تنس الطاولة                    | زوجي رجال TT4                  | 6 يونيو |
| برونزية   | تشورن شاريا سورن سارونغ | تنس الطاولة                    | زوجي سيدات TT4                 | 6 يونيو |
| برونزية   | صن سورم يوك نام | تنس الطاولة                    | زوجي سيدات TT5                 | 6 يونيو |
| برونزية   | تشهون فون | ألعاب القوى                    | 200 متر رجال T53               | 7 يونيو |
| برونزية   | لاتش رينا | ألعاب القوى                    | 800 متر رجال T11               | 7 يونيو |
| برونزية   | نهورك كيمهور | ألعاب القوى                    | 1500 متر رجال T64              | 7 يونيو |
| برونزية   | فان شامروين | ألعاب القوى                    | رمي القرص رجال F11             | 7 يونيو |
| برونزية   | هور تشلوسا | ألعاب القوى                    | رمي القرص رجال F46             | 7 يونيو |
| برونزية   | سوك تشايا | ألعاب القوى                    | القفز العالي رجال T46          | 7 يونيو |
| برونزية   | بونغ هونغ | ألعاب القوى                    | القفز الطويل رجال T47          | 7 يونيو |
| برونزية   | هور تشلوسا | ألعاب القوى                    | دفع الجلة رجال F46             | 7 يونيو |
| برونزية   | سرون بونثينغ | ألعاب القوى                    | 800 متر سيدات T46              | 7 يونيو |
| برونزية   | تشويرنغ سرييماتش | ألعاب القوى                    | رمي الرمح سيدات F64            | 7 يونيو |
| برونزية   | يين سوت | ألعاب القوى                    | القفز الطويل سيدات T11         | 7 يونيو |
| برونزية   | صن سرييموم | ألعاب القوى                    | القفز الطويل سيدات T12         | 7 يونيو |
| برونزية   | باي فيزنا فينغ في | الريشة الطائرة                 | زوجي رجال SH6                  | 8 يونيو |
| برونزية   | تشا سرينانغ | الريشة الطائرة                 | فردي سيدات SL3                 | 8 يونيو |
| برونزية   | بريل فيزنا ميتش سوبيا سورن ساس                                                                                              | بوتشيا                         | فريق مختلط BC1–2               | 8 يونيو |
| برونزية   | ياف فانناك | السباحة                        | 50 متر حرة رجال S10            | 8 يونيو |
| برونزية   | سورن سارونغ | تنس الطاولة                    | فردي سيدات TT4                 | 8 يونيو |
| برونزية   | يوك نام | تنس الطاولة                    | فردي سيدات TT5                 | 8 يونيو |
| برونزية   | إنغ فيريم كا ناي كاو هويرن نهونه سوك أوين نوت أو فالا بون دينا سريينغ سوكنه تونغرافي ساينغ فيزنا مون يارانغ يوم كريوم       | كرة الطائرة الجالسة            | فريق الرجال                    | 8 يونيو |

## ألعاب القوى

### سباقات المضمار والطريق

#### للرجال
| اللاعب        | الفعالية  | النهائي   | النهائي   |
| اللاعب        | الفعالية  | الزمن     | الترتيب   |
| ------------- | --------- | --------- | --------- |
| إيك ريكسمي    | 100 م T44 | غير متوفر | 5         |
| مول ليخنا     | 100 م T44 | غير متوفر | 6         |
| نانج سوكا     | 100 م T44 | غير متوفر | 7         |
| يا ثولراديث   | 100 م T46 | مُقصى      | مُقصى      |
| هيا هوك       | 100 م T53 | 00:15.20  | الفضية    |
| تشون فون      | 100 م T53 | 00:15.60  | البرونزية |
| هون سون       | 100 م T53 | 00:16.60  | 5         |
| فان فن        | 100 م T54 | 00:14.29  | الفضية    |
| هينج سافوين   | 100 م T54 | 00:14.90  | 5         |
| تشورم فياسنا  | 100 م T64 | غير متوفر | 6         |
| إيك ريكسمي    | 200 م T44 | 00:28.61  | 4         |
| نانج سوكا     | 200 م T44 | 00:33.43  | 5         |
| مول ليخنا     | 200 م T44 | 00:35.19  | 6         |
| بونغ هونغ     | 200 م T47 | 00:25.88  | 6         |
| أوك سامفورس   | 200 م T47 | 00:25.97  | 7         |
| يون تشيك      | 200 م T47 | 00:29.08  | 8         |
| هيا هوك       | 200 م T53 | 00:26.71  | الفضية    |
| تشون فون      | 200 م T53 | 00:27.11  | البرونزية |
| هون سون       | 200 م T53 | 00:28.66  | 6         |
| فان فن        | 200م T54  | 00:25.40  | الفضية    |
| هينج سافوين   | 200م T54  | 00:26.06  | 5         |
| تشورم فياسنا  | 200 م T64 | 00:32.48  | 5         |
| كام سوفاندارا | 400 م T20 | 01:01.66  | 5         |
| فون سوان      | 400 م T20 | 01:13.88  | 6         |
| بونغ هونغ     | 400 م T47 | 00:55.41  | 6         |
| أوك سامفورس   | 400 م T47 | 00:58.01  | 7         |

| اللاعب                                        | الفعالية               | الزمن    | الترتيب   |
| --------------------------------------------- | ---------------------- | -------- | --------- |
| إيون تشيك                                     | لم يبدأ                | لم يبدأ  |           |
| تشون فون                                      | 400 م T53              | 00:51.82 | البرونزية |
| هيا هوك                                       | 400 م T53              | 00:53.83 | 5         |
| هون سون                                       | 400 م T53              | 00:55.20 | 6         |
| فان فن                                        | 400 م T54              | 00:47.54 | 4         |
| هينج سافوين                                   | 400 م T54              | 00:48.23 | 6         |
| تشيم فان                                      | 400 م T64              | 01:00.58 | 5         |
| نهورك كيمهور                                  | 400 م T64              | 01:06.91 | 6         |
| تشورم فياسنا                                  | 400 م T64              | 01:22.03 | 7         |
| لاش رينا                                      | 800 م T11              | 03:01.82 | البرونزية |
| تشات ديت                                      | 800 م T11              | 03:09.73 | 4         |
| شاب توو                                       | 800 م T11              | 03:23.42 | 5         |
| كام سوفاندارا                                 | 800 م T20              | 02:35.84 | 9         |
| فون سوان                                      | 800 م T20              | 02:50.41 | 10        |
| بويونغ فوثي                                   | 800 م T20              | 03:13.32 | 11        |
| تشيم فان                                      | 800 م T64              | 02:24.32 | الفضية    |
| نهورك كيمهور                                  | 800 م T64              | 02:48.73 | البرونزية |
| سان ماو                                       | 800 م T64              | 03:08.71 | 4         |
| نون ثيرا                                      | 1,500 م T11            | 07:30.92 | البرونزية |
| روث تشهاي سامانغ                              | 1,500 م T11            | 07:39.04 | 4         |
| شاب كووين                                     | 1,500 م T11            | 08:14.04 | 5         |
| كيفانثاي                                      | 1,500 م T12            | 05:26.92 |           |
| فون سوان                                      | 1,500 م T20            | 05:55.70 | 10        |
| بويونغ فوثي                                   | 1,500 م T20            | 07:32.14 | 11        |
| يي سوكسان                                     | 1,500 م T46            | 04:51.22 | 5         |
| تشيم فان                                      | 1,500 م T64            | 05:12.50 | الفضية    |
| نهورك كيمهور                                  | 1,500 م T64            | 06:08.37 | البرونزية |
| سان ماو                                       | 1,500 م T64            | 06:38.46 | 4         |
| يي سوكسان                                     | 5,000 م T46            | 19:01.24 | 4         |
| بونغ هونغ تشيم فان أوك سامفورس يا ثولراديث    | تتابع 4 × 100 م T42–47 | 00:48.94 |           |
| نهورك كيمهور تشيم فان أوك سامفورس يا ثولراديث | تتابع 4 × 400 م T42–47 | 04:01.51 |           |

#### للسيدات
| اللاعب       | الفعالية     | الزمن    | الترتيب   |
| ------------ | ------------ | -------- | --------- |
| رورن راتانا  | 100 م T47    | 00:17.55 | 4         |
| سيث كيثيا    | 200 م T44    | 00:46.08 | 4         |
| رورن راتانا  | 200 م T47    | 00:37.71 | 4         |
| فيت تشانثا   | 200 م T64    | 00:31.27 | الذهبية   |
| يين سوت      | 400 م T11    | 01:08.41 | البرونزية |
| روينغ ليخانا | 400 م T20    | 01:21.80 | 6         |
| سيث كيثيا    | 400 م T44    | 02:18.32 | 4         |
| نجون راتانا  | 400 م T46–47 | 01:15.51 | 5         |
| سرون بونثينغ | 400 م T46–47 | 01:23.16 | 6         |
| رورن راتانا  | 400 م T46–47 | 01:29.36 | 7         |
| خينج تشانثا  | 400 م T46–47 | 02:03.60 | 8         |
| فيت تشانثا   | 400 م T64    | 01:12.69 | الذهبية   |
| يين سوت      | 800 م T11    | 02:56.74 | الذهبية   |
| كروم لونغ    | 800 م T11    | 03:36.31 | البرونزية |
| فال ماب      | مُقصى         | مُقصى     |           |
| صن سريموم    | 800 م T12    | 03:32.10 | الفضية    |
| هون نافِي     | 800 م T12    | 03:47.38 | البرونزية |
| كانج شامروين | 800 م T12    | 03:56.48 | 4         |
| روينغ ليخانا | 800 م T20    | 03:13.61 | 6         |
| نجون راتانا  | 800 م T46    | 02:57.94 | الفضية    |
| سرون بونثينغ | 800 م T46    | 03:19.29 | البرونزية |
| خينج تشانثا  | 800 م T46    | 05:05.26 | 4         |
| روينغ ليخانا | 1,500 م T20  | 07:07.20 | 5         |
| نجون راتانا  | 1,500 م T46  | 06:24.44 | الذهبية   |
| سرون بونثينغ | 1,500 م T46  | 06:48.30 | البرونزية |
| خينج تشانثا  | 1,500 م T46  | 10:21.68 | 4         |

### الأحداث الميدانية

#### للرجال
| اللاعب          | الفعالية          | المسافة (م) | الترتيب   |
| --------------- | ----------------- | ----------- | --------- |
| فان سوشين       | القفز العالي T46  | 1.38        | الذهبية   |
| سوك تشايا       | القفز العالي T46  | 1.38        | البرونزية |
| هور كلوسا       | القفز العالي T46  | 1.23        | 4         |
| كام سوفاندارا   | القفز الطويل T20  | 4.35        | 6         |
| ياء ثولراديث    | القفز الطويل T46  | 5.49        | 5         |
| فان سوشين       | القفز الطويل T46  | 4.60        | 7         |
| بونغ هونغ       | القفز الطويل T47  | 5.15        | البرونزية |
| أوك سامفورس     | القفز الطويل T47  | 4.70        | 4         |
| ياء ثولراديث    | القفز الثلاثي T46 | 11.02       | البرونزية |
| فان سوشين       | القفز الثلاثي T46 | 9.96        | 4         |
| يي سوكسان       | القفز الثلاثي T46 | 9.46        | 5         |
| بونغ هونغ       | القفز الثلاثي T47 | 11.04       | البرونزية |
| أوك سامفورس     | القفز الثلاثي T47 | 10.85       | 4         |
| أيون تشيك       | القفز الثلاثي T47 | 9.33        | 5         |
| فان شامروين     | رمية القرص F11    | 14.92       | البرونزية |
| لاش رينا        | رمية القرص F11    | 14.60       | 4         |
| هور كلوسا       | رمية القرص F46    | 27.26       | البرونزية |
| ميس سابون       | رمية القرص F57    | 23.17       | 7         |
| مون مينغ        | رمية القرص F57    | 21.28       | 8         |
| روين رين        | رمي الرمح F11     | 18.28       | الفضية    |
| لاش رينا        | رمي الرمح F11     | 17.88       | البرونزية |
| نون ثيرا        | رمي الرمح F11     | 14.76       | 4         |
| روث تشايسامانغ  | رمي الرمح F11     | DNS         | DNS       |
| هور كلوسا       | رمي الرمح F46     | 30.27       | 5         |
| بول سارافان     | رمي الرمح F54     | 9.99        | الفضية    |
| فيه فهاوات      | رمي الرمح F54     | 9.73        | البرونزية |
| يورن تشان صوفيك | رمي الرمح F56     | 12.74       | 5         |
| سيم سوفانثا     | رمي الرمح F56     | 10.22       | 6         |
| ميس سابون       | رمي الرمح F57     | 24.69       | 6         |
| مون مينغ        | رمي الرمح F57     | 23.00       | 7         |
| سامباث سامبان   | رمي الجلة F11     | 5.16        | الفضية    |
| ثا فانيت فانيت  | رمي الجلة F11     | 5.14        | البرونزية |
| شاب توو         | رمي الجلة F11     | 4.89        | 4         |
| فان شامروين     | DNS               | DNS         |           |
| هور كلوسا       | رمي الجلة F46     | 8.02        | البرونزية |
| فان سوشين       | رمي الجلة F46     | 5.90        | 4         |
| فيه فهاوات      | رمي الجلة F54     | 4.17        | الفضية    |
| بول سارافان     | رمي الجلة F54     | 3.89        | البرونزية |
| سيم سوفانثا     | رمي الجلة F56     | 4.86        | 5         |
| يورن تشان صوفيك | رمي الجلة F56     | 4.18        | 6         |
| مون مينغ        | رمي الجلة F57     | 8.21        | 7         |
| ميس سابون       | رمي الجلة F57     | 7.78        | 8         |

#### للسيدات
| اللاعب           | الفعالية         | المسافة (م) | الترتيب   |
| ---------------- | ---------------- | ----------- | --------- |
| ين سوت           | القفز الطويل T11 | 2.61        | البرونزية |
| فال ماب          | القفز الطويل T11 | 2.41        | 4         |
| كانغ شامروين     | القفز الطويل T12 | 2.40        | الفضية    |
| صن سيريموم       | القفز الطويل T12 | 2.39        | البرونزية |
| هوين نافاي       | القفز الطويل T12 | 1.89        | 4         |
| سيث كيثيا        | القفز الطويل T44 | 2.46        | 4         |
| فيت شانثا        | القفز الطويل T64 | 3.99        | الذهبية   |
| تشهورنغ سيريماتش | رمي الرمح F64    | 13.73       | البرونزية |
| لي سيريداف       | رمي الرمح F64    | 11.88       | 5         |
| ثا سيريا         | رمي الرمح F64    | 5.29        | 6         |
| تشهورنغ سيريماتش | رمي الجلة F64    | 5.06        | البرونزية |
| لي سيريداف       | رمي الجلة F64    | 4.21        | 4         |
| ثا سيريا         | رمي الجلة F64    | 3.41        | 5         |

## الريشة الطائرة

### للرجال
| اللاعب              | الفعالية                                                | دور المجموعات                                                    | دور المجموعات                                                      | دور المجموعات                                                       | دور المجموعات | ربع النهائي                                      | نصف النهائي     | النهائي         | النهائي                                         |
| اللاعب              | الفعالية                                                | المنافس النتيجة                                                  | المنافس النتيجة                                                    | المنافس النتيجة                                                     | الترتيب       | المنافس النتيجة                                  | المنافس النتيجة | المنافس النتيجة | الترتيب                                         |
| ------------------- | ------------------------------------------------------- | ---------------------------------------------------------------- | ------------------------------------------------------------------ | ------------------------------------------------------------------- | ------------- | ------------------------------------------------ | --------------- | --------------- | ----------------------------------------------- |
| سوي سمنانج          | فردي SL3                                                | مامان نورجامان (إندونيسيا) · خسر 0–2 (7–21، 6–21)                | جوزيف غاربو أسوك (الفلبين) · فاز 2–0 (انسحاب)                      | —                                                                   | 2             | مونغخون بونسون (تايلاند) · خسر 0–2 (4–21، 10–21) | لم يتأهل        | لم يتأهل        | لم يتأهل                                        |
| سين فاري            | بولوونغ لوك (فيتنام) · خسر 0–2 (18–21، 18–21)           | أوكون روكايندي (إندونيسيا) · خسر 0–2 (انسحاب)                    | 3                                                                  | —                                                                   | لم يتأهل      | لم يتأهل                                         | لم يتأهل        | لم يتأهل        |                                                 |
| ديكيستر جان إيف     | فردي SL4                                                | فريدي سيتياوان (إندونيسيا) · خسر 0–2 (انسحاب)                    | 3                                                                  | —                                                                   | لم يتأهل      | لم يتأهل                                         | لم يتأهل        | لم يتأهل        | تشي هيونغ أنغ (سنغافورة) · خسر 0–2 (4–21، 6–21) |
| تشوا ثيريث          | فردي SU5                                                | أنطونيو ديلا كروز جونيور (الفلبين) · خسر 0–2 (8–21، 8–21)        | محمد فارس أزري (ماليزيا) · خسر 0–2 (8–21، 7–21)                    | أودي كورنيا بوترا (إندونيسيا) · خسر 0–2 (4–21، 4–21)                | لم يتأهل      | لم يتأهل                                         | لم يتأهل        | لم يتأهل        | 4                                               |
| هاس ليهاك           | فردي SH6                                                | ديماس تري أجي (إندونيسيا) · خسر 0–2 (0–21، 3–21)                 | ناتتابونغ ميشاي (تايلاند) · خسر 0–2 (10–21، 13–21)                 | —                                                                   | لم يتأهل      | لم يتأهل                                         | لم يتأهل        | لم يتأهل        | 3                                               |
| ريث متري            | فردي SH6                                                | محمد أمين عزمي (ماليزيا) · خسر 0–2 (2–21، 1–21)                  | زاڤيير جيي روي ليم (سنغافورة) · خسر 0–2 (4–21، 7–21)               | —                                                                   | لم يتأهل      | لم يتأهل                                         | لم يتأهل        | لم يتأهل        | 3                                               |
| سين فاري سوي سمنانج | زوجي SL3–SL4                                            | نوين فان ثيونغ · ترينه أينه توان (فيتنام) · خسر 0–2 (9–21، 9–21) | سينغا سانغنيل · سيريبونغ تيماروم (تايلاند) · خسر 0–2 (7–21، 12–21) | دوييوكو دوييوكو · فريدي سيتياوان (إندونيسيا) · خسر 0–2 (8–21، 7–21) | لم يتأهل      | لم يتأهل                                         | لم يتأهل        | لم يتأهل        | 4                                               |
| هاس ليهاك ريث متري  | زوجي SH6                                                | باي فيسنا · فينغ في (كمبوديا) · خسر 0–2 (16–21، 15–21)           | ديماس تري أجي · سوبهان سوبهان (إندونيسيا) · خسر 0–2 (7–21، 4–21)   | بونثان يامالي · ناتتابونغ ميشاي (تايلاند) · خسر 0–2 (3–21، 7–21)    | —             | —                                                | —               | —               | 4                                               |
| باي فيسنا فينغ في   | هاس ليهاك · ريث متري (كمبوديا) · فاز 2–0 (21–16، 21–15) | ديماس تري أجي · سوبهان سوبهان (إندونيسيا) · خسر 0–2 (4–21، 2–21) | بونثان يامالي · ناتتابونغ ميشاي (تايلاند) · خسر 0–2 (8–21، 6–21)   | البرونزية                                                           | —             | —                                                | —               | —               |                                                 |

### للسيدات
| اللاعبة     | الفعالية                                            | دور المجموعات                                       | دور المجموعات                                    | دور المجموعات | نصف النهائي                                       | النهائي         | النهائي   |
| اللاعبة     | الفعالية                                            | المنافس النتيجة                                     | المنافس النتيجة                                  | الترتيب       | المنافس النتيجة                                   | المنافس النتيجة | الترتيب   |
| ----------- | --------------------------------------------------- | --------------------------------------------------- | ------------------------------------------------ | ------------- | ------------------------------------------------- | --------------- | --------- |
| يي سوشان    | فردي WH2                                            | باز إينانو ليتا (الفلبين) · خسرت 0–2 (5–21، 15–21)  | لي ثي ثو هيين (فيتنام) · خسرت 0–2 (10–21، 13–21) | 3             | لم تتأهل                                          | لم تتأهل        | لم تتأهل  |
| شا سرينانج  | فردي SL3                                            | داروني هينبرايوان (تايلاند) · خسرت 0–2 (7–21، 6–21) | تشون تيفي (كمبوديا) · فازت 2–0 (21–8، 21–7)      | 2             | قنيطة شاكوروه (إندونيسيا) · خسرت 0–2 (1–21، 0–21) | لم تتأهل        | البرونزية |
| تشون تيفي   | داروني هينبرايوان (تايلاند) · خسرت 0–2 (8–21، 4–21) | شا سرينانج (كمبوديا) · خسرت 0–2 (8–21، 7–21)        | 3                                                | لم تتأهل      | لم تتأهل                                          | لم تتأهل        |           |
| بوتش كالونغ | واندي كامتام (تايلاند) · خسر 0–2 (4–21، 9–21)       | قنيطة شاكوروه (إندونيسيا) · خسرت 0–2 (3–21، 2–21)   | 3                                                | لم تتأهل      | لم تتأهل                                          | لم تتأهل        |           |

### مختلط
| اللاعبان               | الفعالية                                                            | دور المجموعات                                                         | دور المجموعات                                                        | دور المجموعات | نصف النهائي     | النهائي         | النهائي  |
| اللاعبان               | الفعالية                                                            | المنافس النتيجة                                                       | المنافس النتيجة                                                      | الترتيب       | المنافس النتيجة | المنافس النتيجة | الترتيب  |
| ---------------------- | ------------------------------------------------------------------- | --------------------------------------------------------------------- | -------------------------------------------------------------------- | ------------- | --------------- | --------------- | -------- |
| تشوا ثيريث بوتش كالونغ | زوجي SL3–SU5                                                        | فريدي سيتياوان · خاليماتوس ساديياه (إندونيسيا) · خسر 0–2 (6–21، 4–21) | داروني هينبرايوان · بريتشا سومسيري (تايلاند) · خسر 0–2 (7–21، 10–21) | 3             | لم يتأهل        | لم يتأهل        | لم يتأهل |
| تشون تيفي سين فاري     | هيكماة رمضانـي · لياني راتري أوكتيلا (إندونيسيا) · خسر 0–2 (انسحاب) | سيريبونغ تيماروم · نيبادا سينسودا (تايلاند) · خسر 0–2 (انسحاب)        |                                                                      | 3             | لم يتأهل        | لم يتأهل        | لم يتأهل |

## كرة القدم للمكفوفين
| الفريق                                                                                         | الفعالية    | دور المجموعات   | دور المجموعات     | دور المجموعات     | دور المجموعات | النهائي / BM    | النهائي / BM |
| الفريق                                                                                         | الفعالية    | المنافس النتيجة | المنافس النتيجة   | المنافس النتيجة   | الترتيب       | المنافس النتيجة | الترتيب      |
| ---------------------------------------------------------------------------------------------- | ----------- | --------------- | ----------------- | ----------------- | ------------- | --------------- | ------------ |
| تشورم ماكارا مي بونلورك رويرن رافي سوم ثيرا فين فيشت هون تشانفيسنا خون سوفيه ري ساراي سورن ديث | فريق الرجال | لاوس · خسر 0–3  | تايلاند · خسر 1–6 | ماليزيا · خسر 1–2 | 4             | لاوس · خسر 0–4  | 4            |

## بوتشيا

### للرجال
| اللاعب      | الفعالية                                   | دور المجموعات                             | دور المجموعات                            | دور المجموعات                         | دور المجموعات                            | ربع النهائي     | نصف النهائي                          | النهائي / BM                        | النهائي / BM |
| اللاعب      | الفعالية                                   | المنافس النتيجة                           | المنافس النتيجة                          | المنافس النتيجة                       | الترتيب                                  | المنافس النتيجة | المنافس النتيجة                      | المنافس النتيجة                     | الترتيب      |
| ----------- | ------------------------------------------ | ----------------------------------------- | ---------------------------------------- | ------------------------------------- | ---------------------------------------- | --------------- | ------------------------------------ | ----------------------------------- | ------------ |
| سون سوكشي   | فردي BC2                                   | فيليكس أردي يودها (إندونيسيا) · خسر 1–15  | ديفيد دايريت غونزاغا (الفلبين) · فاز 6–3 | وراووت ساينغامبا (تايلاند) · خسر 0–15 | 3                                        | لم يتأهل        | لم يتأهل                             | لم يتأهل                            | لم يتأهل     |
| بريل فياسنا | محمد بنتانغ هيرلانغا (إندونيسيا) · خسر 2–8 | إيمان هيكال سيفولفرام (ماليزيا) · فاز 5–1 | —                                        | 2                                     | فيليكس أردي يودها (إندونيسيا) · خسر 0–11 | لم يتأهل        | لم يتأهل                             | لم يتأهل                            |              |
| ناك فانا    | فردي BC4                                   | ريثيكراي سومسانوك (تايلاند) · فاز 8–4     | عبد الرزاق رحمن (ماليزيا) · فاز 10–0     | نجوين با فونغ (فيتنام) · فاز 10–0     | 1                                        | —               | بورنتشوك لاربيين (تايلاند) · خسر 4–6 | فارس سوغيارتا (إندونيسيا) · خسر 3–5 | 4            |

### للسيدات
| اللاعبة   | الفعالية                               | دور المجموعات                                  | دور المجموعات                                | دور المجموعات                      | دور المجموعات                     | نصف النهائي                            | النهائي / BM    | النهائي / BM |
| اللاعبة   | الفعالية                               | المنافس النتيجة                                | المنافس النتيجة                              | المنافس النتيجة                    | الترتيب                           | المنافس النتيجة                        | المنافس النتيجة | الترتيب      |
| --------- | -------------------------------------- | ---------------------------------------------- | -------------------------------------------- | ---------------------------------- | --------------------------------- | -------------------------------------- | --------------- | ------------ |
| ميك صوفيا | فردي BC1                               | هندايني هندايني (إندونيسيا) · خسرت 1–9         | يي تينغ جيرالين تان (سنغافورة) · خسرت 1–10   | —                                  | 3                                 | لم تتأهل                               | لم تتأهل        | لم تتأهل     |
| كات تشاني | فردي BC2                               | غيشا زيانا (إندونيسيا) · خسرت 0–7              | دانييلا توريس كاتاكوتان (الفلبين) · خسرت 1–5 | نجوين نات أوين (فيتنام) · خسرت 3–5 | 4                                 | لم تتأهل                               | لم تتأهل        | لم تتأهل     |
| سورن ساس  | أفريندا أنيس أنيس (ماليزيا) · خسرت 0–6 | فيبرييانتي فاني رحمداني (إندونيسيا) · فازت 6–0 | —                                            | 2                                  | غيشا زيانا (إندونيسيا) · خسرت 3–4 | أفريندا أنيس أنيس (ماليزيا) · فازت 7–1 | الثالث          |              |
| سورن ساري | فردي BC4                               | ميشيل سانييل فرنانديز (الفلبين) · خسرت 0–6     | تشاليزا خياوجانترا (تايلاند) · خسرت 2–3      | —                                  | 3                                 | لم تتأهل                               | لم تتأهل        | لم تتأهل     |

### مختلط
| اللاعبون                       | الفعالية   | دور المجموعات                                                                    | دور المجموعات                                                              | دور المجموعات                                           | دور المجموعات                                                | دور المجموعات | نصف النهائي                                                                                | النهائي / BM                                                                              | النهائي / BM |
| اللاعبون                       | الفعالية   | المنافس النتيجة                                                                  | المنافس النتيجة                                                            | المنافس النتيجة                                         | المنافس النتيجة                                              | الترتيب       | المنافس النتيجة                                                                            | المنافس النتيجة                                                                           | الترتيب      |
| ------------------------------ | ---------- | -------------------------------------------------------------------------------- | -------------------------------------------------------------------------- | ------------------------------------------------------- | ------------------------------------------------------------ | ------------- | ------------------------------------------------------------------------------------------ | ----------------------------------------------------------------------------------------- | ------------ |
| ميك صوفيا سورن ساس بريل فياسنا | فريق BC1–2 | Satanan Phromsiri · Watcharaphon Vongsa · Worawut Saengampa (تايلاند) · خسر 1–19 | Jakai Lee · Khamsing Khaoon · Touny Onemouy (لاوس) · فاز 6–4               | —                                                       | —                                                            | 2             | Felix Ardi Yudha · Handayani Handayani · Muhammad Bintang Herlangga (إندونيسيا) · خسر 1–17 | Daniella Torres Catacutan · Davit Dayrit Gonzaga · Joey Eriga De Leon (الفلبين) · فاز 6–3 | الثالث       |
| ناك فانا سورن ساري             | زوجي BC4   | Abdul Razzaq Rahman · Noor Askuzaimey Mat Salim (ماليزيا) · فاز 4–2              | Michelle Saniel Fernandez · Ramon Reyemmanuel Apilado (الفلبين) · فاز 13–0 | Faris Sugiarta · Wening Purbawati (إندونيسيا) · فاز 4–1 | Nuanchan Phonsila · Ritthikrai Somsanuk (تايلاند) · خسر 1–11 | الثاني        | —                                                                                          | —                                                                                         | —            |

## الشطرنج

### فردي للرجال
| بين روتينا   | بليتز PI                                 | ألفريتس دين (إندونيسيا) · خسر 0–1          | أبيليو دي أراوجو (تيمور الشرقية) · فاز 1–0 | مثافي ثاساناميثين (تايلاند) · تعادل 0.5–0.5 | سين فاندي (كمبوديا) · فاز 1–0              | فيليكس ميخاريس أغيليرا (الفلبين) · خسر 0–1  | أحمد نزمي مد نزام (ماليزيا) · خسر 0–1    | 2.5 | 12 |
| كي مورون     | شانون مونغكولتاويفون (تايلاند) · خسر 0–1 | نجوين أنه توان (فيتنام) · خسر 0–1          | أردياه سيا مو مينغ (ماليزيا) · خسر 0–1     | أبيليو دي أراوجو (تيمور الشرقية) · فاز 1–0  | أحمد نزمي مد نزام (ماليزيا) · خسر 0–1      | مثافي ثاساناميثين (تايلاند) · تعادل 0.5–0.5 | 1.5                                      | 17  |    |
| سين فاندي    | يودثانا خونمي (تايلاند) · خسر 0–1        | أردياه سيا مو مينغ (ماليزيا) · فاز 1–0     | نجوين أنه توان (فيتنام) · خسر 0–1          | بين روتينا (كمبوديا) · خسر 0–1              | شانون مونغكولتاويفون (تايلاند) · خسر 0–1   | أبيليو دي أراوجو (تيمور الشرقية) · فاز 1–0  | 2                                        | 16  |    |
| كي مورون     | رابيد PI                                 | ألفريتس دين (إندونيسيا) · خسر 0–1          | شانون مونغكولتاويفون (تايلاند) · خسر 0–1   | بين روتينا (كمبوديا) · فاز 1–0              | نجوين أنه توان (فيتنام) · خسر 0–1          | أبيليو دي أراوجو (تيمور الشرقية) · خسر 0–1  | أردياه سيا مو مينغ (ماليزيا) · خسر 0–1   | 1   | 17 |
| بين روتينا   | أردياه سيا مو مينغ (ماليزيا) · خسر 0–1   | دوانغ هيان فونغ (فيتنام) · خسر 0–1         | كي مورون (كمبوديا) · خسر 0–1               | أبيليو دي أراوجو (تيمور الشرقية) · فاز 1–0  | شانون مونغكولتاويفون (تايلاند) · خسر 0–1   | سين فاندي (كمبوديا) · خسر 0–1               | 1                                        | 16  |    |
| سين فاندي    | مثافي ثاساناميثين (تايلاند) · خسر 0–1    | أبيليو دي أراوجو (تيمور الشرقية) · فاز 1–0 | أحمد نزمي مد نزام (ماليزيا) · خسر 0–1      | ألفريتس دين (إندونيسيا) · خسر 0–1           | أردياه سيا مو مينغ (ماليزيا) · فاز 1–0     | بين روتينا (كمبوديا) · فاز 1–0              | 3                                        | 9   |    |
| تشيا كيم     | ستاندرد PI                               | دوانغ هيان فونغ (فيتنام) · خسر 0–1         | أردياه سيا مو مينغ (ماليزيا) · خسر 0–1     | يودثانا خونمي (تايلاند) · خسر 0–1           | أبيليو دي أراوجو (تيمور الشرقية) · فاز 1–0 | سين ثون (كمبوديا) · فاز 1–0                 | شانون مونغكولتاويفون (تايلاند) · خسر 0–1 | 2   | 14 |
| تشويك تشانثا | مثافي ثاساناميثين (تايلاند) · خسر 0–1    | شانون مونغكولتاويفون (تايلاند) · خسر 0–1   | ماكسوم فيردوس (إندونيسيا) · خسر 0–1        | أردياه سيا مو مينغ (ماليزيا) · خسر 0–1      | أبيليو دي أراوجو (تيمور الشرقية) · فاز 1–0 | سين ثون (كمبوديا) · خسر 0–1                 | 1                                        | 17  |    |
| سين ثون      | نجوين فان كوان (فيتنام) · خسر 0–1        | أبيليو دي أراوجو (تيمور الشرقية) · فاز 1–0 | ماكسوم فيردوس (إندونيسيا) · خسر 0–1        | نجوين أنه توان (فيتنام) · خسر 0–1           | تشيا كيم (كمبوديا) · خسر 0–1               | تشويك تشانثا (كمبوديا) · فاز 1–0            | 2                                        | 16  |    |

### فريق الرجال
| اللاعب              | الفعالية   | المجموع الكلي | الترتيب |
| ------------------- | ---------- | ------------- | ------- |
| بن روتانا سين فاندي | بلتز PI    | 4.5           | الخامس  |
| كي مورن سين فاندي   | رابيد PI   | 4             | السادس  |
| شيا كيم سين ثوون    | ستاندرد PI | 4             | السادس  |

## الرياضات الإلكترونية (عرض توضيحي)
كمنافسة عرضية، لن تحتسب الميداليات التي تُحرز في الرياضات الإلكترونية ضمن إجمالي ميداليات كمبوديا الرسمية.
| الفريق                                                        | الفعالية                             | مرحلة المجموعات   | مرحلة المجموعات   | مرحلة المجموعات   | مرحلة المجموعات | نصف النهائي       | النهائي / BM      | النهائي / BM |
| الفريق                                                        | الفعالية                             | المنافس النتيجة   | المنافس النتيجة   | المنافس النتيجة   | الترتيب         | المنافس النتيجة   | المنافس النتيجة   | الترتيب      |
| ------------------------------------------------------------- | ------------------------------------ | ----------------- | ----------------- | ----------------- | --------------- | ----------------- | ----------------- | ------------ |
| تشوم تشورن تشوك فيراك رورون تشاني أوك فيراكساتيا فيشيت سوكشيا | فريق الرجال موبايل ليجندز: بانج بانج | الفلبين · خسر 0–2 | ماليزيا · خسر 0–2 | تايلاند · فاز 2–0 | 3rd             | ماليزيا · خسر 0–2 | تايلاند · فاز 2–0 | الثالث       |

## كرة القدم 7 لاعبين
| الفريق | الفعالية    | مرحلة المجموعات     | مرحلة المجموعات   | مرحلة المجموعات | نصف النهائي     | النهائي / BM / FM | النهائي / BM / FM |
| الفريق | الفعالية    | المنافس النتيجة     | المنافس النتيجة   | الترتيب         | المنافس النتيجة | المنافس النتيجة   | الترتيب           |
| --- | ----------- | ------------------- | ----------------- | --------------- | --------------- | ----------------- | ----------------- |
| سوم شانروم كونغ ليانغ شيا نيرون هينغ سوفياكمونيبيسيث لاو سوفانا أوم فاني تشوم فيسنا سينغ تشاندارا بروس كيبي هان ليمهوي بين أودام دونغ ساريث تام صوفي | فريق الرجال | إندونيسيا · خسر 0–8 | ماليزيا · خسر 3–5 | الثالث          | لم يتأهل        | الفلبين · فاز 4–2 | الخامس            |

## كرة الهدف
| الفريق                                                  | الفعالية     | مرحلة المجموعات   | مرحلة المجموعات  | مرحلة المجموعات | نصف النهائي     | النهائي / BM    | النهائي / BM |
| الفريق                                                  | الفعالية     | المنافس النتيجة   | المنافس النتيجة  | الترتيب         | المنافس النتيجة | المنافس النتيجة | الترتيب      |
| ------------------------------------------------------- | ------------ | ----------------- | ---------------- | --------------- | --------------- | --------------- | ------------ |
| بون فوتي لون ليت كيو رينا أوم تشيان شين فاري فان سوكفات | بطولة الرجال | ميانمار خسر 10–13 | تايلاند خسر 2–12 | الثالث          | لم يتأهل        | لم يتأهل        | لم يتأهل     |

## الجودو

### فردي رجال
| اللاعب        | الفعالية | مرحلة المجموعات                                 | مرحلة المجموعات                           | مرحلة المجموعات                             | مرحلة المجموعات                                | مرحلة المجموعات |
| اللاعب        | الفعالية | المنافس النتيجة                                 | المنافس النتيجة                           | المنافس النتيجة                             | المنافس النتيجة                                | الترتيب         |
| ------------- | -------- | ----------------------------------------------- | ----------------------------------------- | ------------------------------------------- | ---------------------------------------------- | --------------- |
| تشي فيراك     | J1 60كغ  | سونايدي سونايدي (إندونيسيا) · خسر 0–100         | فيتون كونغسوك (تايلاند) · خسر 0–100       | فو ثونه تريو (فيتنام) · خسر 100–0           | كريستيان فيليف بيلارمينو (الفلبين) · خسر 0–100 | الثالث          |
| لينغ تيثفيفول | J2 60كغ  | محمد خيرول عزمي رحمان (ماليزيا) · فاز 100–10    | نجوين فيت تو (فيتنام) · خسر 10–100        | بايو بانغستو أجي (إندونيسيا) · خسر 0–100    | يوفان رات أزيس (إندونيسيا) · خسر 0–100         | الثالث          |
| بي سامنانغ    | J1 73كغ  | ناتفابون فيبون (تايلاند) · خسر 0–100            | ريزال سايبول أزيس (إندونيسيا) · خسر 0–100 | ديتيرسون باسيغون أومس (الفلبين) · خسر 0–100 | تران فيت هونغ (فيتنام) · خسر 0–100             | الخامس          |
| دين لانغ      | J2 73كغ  | سهرول سليمان (إندونيسيا) · خسر 0–100            | محمد فتح باكر (ماليزيا) · خسر 10–100      | —                                           | —                                              | 3rd             |
| هنغ هنغ هورنغ | J2 +90كغ | توني ريكاردو مانتولاس (إندونيسيا) · خسر 100–200 | colspan=3 قالب:ن/ع                        | الثاني                                      |                                                |                 |

### فريق الرجال
| الفريق                             | الفعالية | ربع النهائي                                                            | نصف النهائي     | النهائي         | النهائي  |
| الفريق                             | الفعالية | المنافس النتيجة                                                        | المنافس النتيجة | المنافس النتيجة | الترتيب  |
| ---------------------------------- | -------- | ---------------------------------------------------------------------- | --------------- | --------------- | -------- |
| تشي فيراك لينغ تيثفيفول بي سامنانغ | فريق     | محمد خيرول عزمي رحمان · محمد فتح باكر · لي تشي هوك (ماليزيا) · خسر 1–2 | لم يتأهل        | لم يتأهل        | لم يتأهل |

### فردي نساء
| الفريق      | الفعالية                           | مرحلة المجموعات                                   | مرحلة المجموعات                         | مرحلة المجموعات |
| الفريق      | الفعالية                           | المنافس النتيجة                                   | المنافس النتيجة                         | الترتيب         |
| ----------- | ---------------------------------- | ------------------------------------------------- | --------------------------------------- | --------------- |
| سونغ سرابيخ | J1 48كغ                            | هون نيان (كمبوديا) · فازت 100–0                   | نوفيا لاراساتى (إندونيسيا) · خسرت 0–100 | الثاني          |
| هون نيان    | سونغ سرابيخ (كمبوديا) · خسرت 0–100 | نوفيا لاراساتى (إندونيسيا) · خسرت 0–100           | 3rd                                     |                 |
| دونغ فانه   | J2 48كغ                            | سكولاستيكا ناديا فالنتين (إندونيسيا) · خسرت 0–100 | بيتوري جانودوم (تايلاند) · خسرت 0–100   |                 |

### فريق النساء
| الفريق                         | الفعالية | ربع النهائي                                                                    | نصف النهائي                                       | النهائي         | النهائي |
| الفريق                         | الفعالية | المنافس النتيجة                                                                | المنافس النتيجة                                   | المنافس النتيجة | الترتيب |
| ------------------------------ | -------- | ------------------------------------------------------------------------------ | ------------------------------------------------- | --------------- | ------- |
| سونغ سرابيخ دونغ فانه هون نيان | فريق     | نوفيا لاراساتى · ماريلام سيهوتانغ · روما سيسكا تمبوبولون (إندونيسيا) · خسر 0–2 | بيتوري جانودوم · بورنسي تراشو (تايلاند) · خسر 1–2 | —               | الثالث  |

## رياضة القوة

### للرجال
| اللاعب      | الفعالية | النتائج    | النتائج    | النتائج    | النهائي  | النهائي | النهائي      | النهائي |
| اللاعب      | الفعالية | المحاولة 1 | المحاولة 2 | المحاولة 3 | أفضل رفع | الترتيب | إجمالي الرفع | الترتيب |
| ----------- | -------- | ---------- | ---------- | ---------- | -------- | ------- | ------------ | ------- |
| سيمان باوزي | 54كغ     | 30         | 31         | 32         | 30       | السابع  | 30           | السابع  |
| براك توي    | 59كغ     | 70         | 80         | 83         | 83       | الثامن  | 233          | السابع  |
| سوم سيان    | 65كغ     | 85         | 90         | 97         | 90       | السابع  | 175          | السابع  |
| هونغ صوفيك  | 80كغ     | 125        | 128        | 130        | 128      | الرابع  | 253          | الرابع  |
| كونغ سيلا   | 107كغ    | 50         | 53         | 55         | 55       | الأول   | 158          | الأول   |

### للسيدات
| اللاعبة     | الفعالية | النتائج    | النتائج    | النتائج    | النهائي  | النهائي | النهائي      | النهائي |
| اللاعبة     | الفعالية | المحاولة 1 | المحاولة 2 | المحاولة 3 | أفضل رفع | الترتيب | إجمالي الرفع | الترتيب |
| ----------- | -------- | ---------- | ---------- | ---------- | -------- | ------- | ------------ | ------- |
| تشيرينغ لون | 79كغ     | 56         | 57         | 60         | 60       | الثالث  | 116          | الثالث  |

## السباحة

### للرجال
| الرياضي                             | الفعالية                    | النهائي    | النهائي    |
| الرياضي                             | الفعالية                    | الزمن      | الترتيب    |
| ----------------------------------- | --------------------------- | ---------- | ---------- |
| تشوم تشو                            | 50 م فراشة S9               | 00:32.65   | السابع     |
| مووي ين                             | 100 م فراشة S8              | 01:20.46   | الخامس     |
| تشوم تشو                            | 100 م فراشة S9              | 01:17.49   | الرابع     |
| كاراي بيتش                          | 50 م ظهر S4                 | 01:29.39   | الرابع     |
| سين سوم                             | 50 م ظهر S5                 | 01:02.43   | السابع     |
| تورت تشويم تورت                     | 100 م ظهر S9                | 01:36.49   | السادس     |
| كاراي بيتش                          | 50 م صدر SB3                | 01:09.32   | الخامس     |
| سين سوم                             | 50 م صدر SB4                | 00:57.80   | الخامس     |
| خوي كوي                             | 50 م صدر SB7                | 00:44.09   | الثاني     |
| يو سوشيا                            | 00:51.57                    | الثامن     |            |
| موت سيك خينغ                        | 00:56.90                    | التاسع     |            |
| نيجت بور                            | 50 م صدر SB8                | 00:40.09   | الرابع     |
| سين سوم                             | 100 م صدر SB4               | 02:20.14   | السابع     |
| سامبور كونغ                         | 100 م صدر SB6               | 02:19.50   | السادس     |
| خوي كوي                             | 100 م صدر SB7               | 01:38.33   | الثالث     |
| يو سوشيا                            | 02:01.79                    | الخامس     |            |
| موت سيك خينغ                        | 02:01.81                    | السادس     |            |
| نيجت بور                            | 100 م صدر SB8               | 01:28.90   | الرابع     |
| فاناك ياڤ                           | 100 م صدر SB9               | 01:28.29   | الرابع     |
| خلي كوم                             | مُشطب                        | مُشطب       |            |
| تشي لون                             | 50 م حرة S7                 | 00:38.94   | العاشر     |
| مووي يون                            | 50 م حرة S8                 | 00:31.39   | الرابع     |
| خوي كوي                             | 00:33.89                    | الخامس     |            |
| موت سيك خينغ                        | 00:46.14                    | الثامن     |            |
| تشوم تشو                            | 50 م حرة S9                 | 00:30.69   | الخامس     |
| فاناك ياڤ                           | 50 م حرة S10                | 00:29.25   | الثالث     |
| تشي لون                             | 100 م حرة S7                | 01:27.51   | التاسع     |
| سامبور كونغ                         | 100 م حرة S8                | 01:30.81   | الخامس     |
| خلي كورن                            | 100 م حرة S9                | 01:14.10   | الثاني عشر |
| تورت تشويم تورت                     | 01:17.48                    | الثالث عشر |            |
| تشي لون                             | 400 م حرة S7                | 07:00.66   | الثامن     |
| يو سوشيا                            | 400 م حرة S8                | 06:12.78   | الرابع     |
| سامبور كونغ                         | 400 م حرة S8                | 06:43.14   | السادس     |
| تورت تشويم تورت                     | 400 م حرة S9                | 06:16.81   | السابع     |
| مووي يون                            | 200 م فردي متنوع SM8        | 03:05.69   | السادس     |
| نيجت بور                            | 03:28.35                    | التاسع     |            |
| خلي كورن                            | 200 م فردي متنوع SM9        | 03:13.15   | العاشر     |
| فاناك ياڤ                           | 200 م فردي متنوع SM10       | 02:47.85   | الرابع     |
| خلي كورن تشوم تشو مووي يون يو سوشيا | تتابع 4 × 100 م حرة 34 نقطة | 04:57.68   | السابع     |

### للسيدات
| الرياضي     | الفعالية     | النهائي  | النهائي |
| الرياضي     | الفعالية     | الزمن    | الترتيب |
| ----------- | ------------ | -------- | ------- |
| نجوف تشريب  | 50 م حرة S6  | 00:51.33 | الخامس  |
| تشانثا ثوين | 50 م حرة S7  | 00:51.71 | الفضي   |
| نجوف تشريب  | 100 م حرة S6 | 01:58.96 | السادس  |
| تشانثا ثوين | 100 م حرة S7 | 02:00.52 | الرابع  |
| نجوف تشريب  | 400 م حرة S6 | 08:44.57 | الرابع  |
| تشانثا ثوين | 400 م حرة S7 | 10:18.99 | الفضي   |

## كرة الطاولة

### للرجال
| اللاعب                         | الفعالية                                                                                   | مرحلة المجموعات                                                            | مرحلة المجموعات                                                                   | مرحلة المجموعات                                                                  | مرحلة المجموعات                                                     | مرحلة المجموعات                                                         | ربع النهائي                                       | نصف النهائي     | النهائي         | النهائي  |
| اللاعب                         | الفعالية                                                                                   | المنافس النتيجة                                                            | المنافس النتيجة                                                                   | المنافس النتيجة                                                                  | المنافس النتيجة                                                     | الترتيب                                                                 | المنافس النتيجة                                   | المنافس النتيجة | المنافس النتيجة | الترتيب  |
| ------------------------------ | ------------------------------------------------------------------------------------------ | -------------------------------------------------------------------------- | --------------------------------------------------------------------------------- | -------------------------------------------------------------------------------- | ------------------------------------------------------------------- | ----------------------------------------------------------------------- | ------------------------------------------------- | --------------- | --------------- | -------- |
| إيك نهانساموث                  | فردي TT3                                                                                   | أمان سوراتمان (إندونيسيا) · ف 3–0 (11–8, 11–4, 11–7)                       | يوتاجاك جلينبانشون (تايلاند) · خ 0–3 (7–11, 7–11, 7–11)                           | —                                                                                | —                                                                   | الثاني                                                                  | بوسري ووايني (تايلاند) · خ 0–3 (9–11, 5–11, 3–11) | لم يتأهل        | لم يتأهل        | لم يتأهل |
| بوف نوتش                       | أنوراك لاوونغ (تايلاند) · خ 0–3 (4–11, 3–11, 4–11)                                         | داروين لاباستيدا سالفاسيون (الفلبين) · ف 3–0 (11–8, 11–7, 11–8)            | سيفريانتو سيفريانتو (إندونيسيا) · خ 1–3 (8–11, 7–11, 11–5, 13–15)                 | —                                                                                | الثالث                                                              | لم يتأهل                                                                | لم يتأهل                                          | لم يتأهل        | لم يتأهل        |          |
| نيك دي                         | محمد ديني بن هوزايني (سنغافورة) · خ 0–3 (4–11, 4–11, 2–11)                                 | كاهيو بامبودي (إندونيسيا) · خ 1–3 (11–7, 6–11, 9–11, 2–11)                 | بوسري ووايني (تايلاند) · خ 0–3 (9–11, 5–11, 3–11)                                 | —                                                                                | الرابع                                                              | لم يتأهل                                                                | لم يتأهل                                          | لم يتأهل        | لم يتأهل        |          |
| سري تشيا                       | فردي TT4                                                                                   | سوناترو سوناترو (إندونيسيا) · خ 1–3 (6–11, 11–6, 6–11, 3–11)               | وانشاي تشايوت (تايلاند) · خ 0–3 (1–11, 2–11, 7–11)                                | —                                                                                | —                                                                   | لم يتأهل                                                                | لم يتأهل                                          | لم يتأهل        | لم يتأهل        | الثالث   |
| فوين سوفياب                    | سميث بيلي كارتر (الفلبين) · خ 1–3 (3–11, 11–13, 11–9, 8–11)                                | بايسول باتيه (تايلاند) · خ 2–3 (11–8, 7–11, 4–11, 11–5, 2–11)              | أديوس أستان (إندونيسيا) · خ 0–3 (3–11, 5–11, 2–11)                                | —                                                                                | الرابع                                                              | لم يتأهل                                                                | لم يتأهل                                          | لم يتأهل        | لم يتأهل        |          |
| يوي كوسال                      | كيتينان هارنبشاي (تايلاند) · ف 3–2 (8–11, 12–10, 11–7, 1–11, 11–7)                         | يانيغ غونايا (إندونيسيا) · خ 1–3 (6–11, 7–11, 17–15, 7–11)                 | راكلو كانديلا مارتينيز جونيور (الفلبين) · ف 3–0 (11–9, 11–4, 11–5)                | —                                                                                | الثاني                                                              | سوناترو سوناترو (إندونيسيا) · خ 0–3 (7–11, 9–11, 9–11)                  | لم يتأهل                                          | لم يتأهل        | لم يتأهل        |          |
| يونغ فاف                       | فردي TT6                                                                                   | باولو دا سيلفا نيفيس (تيمور الشرقية) · خ 0–3 (3–11, 2–11, 1–11)            | رحمد هيديات (إندونيسيا) · خ 0–3 (2–11, 4–11, 5–11)                                | —                                                                                | —                                                                   | الثالث                                                                  | لم يتأهل                                          | لم يتأهل        | لم يتأهل        | لم يتأهل |
| هونغ لانغ                      | جيسون كومبي أوكامبو (الفلبين) · خ 1–3 (5–11, 11–6, 1–11, 4–11)                             | نجوين ثانه بينه (فيتنام) · خ 0–3 (2–11, 3–11, 4–11)                        | تشارلمبونغ بونبو (تايلاند) · خ 0–3 (2–11, 5–11, 3–11)                             | —                                                                                | الرابع                                                              |                                                                         | لم يتأهل                                          | لم يتأهل        | لم يتأهل        | لم يتأهل |
| هيانغ كيا                      | فردي TT8                                                                                   | فيسيت وانغفونفاتاناسيري (تايلاند) · خ 0–3 (3–11, 2–11, 2–11)               | دو ترو أنه (فيتنام) · خ 0–3 (2–11, 2–11, 2–11)                                    | —                                                                                | الرابع                                                              | ليوناردو أريتونانغ (إندونيسيا) · خ 0–3 (9–11, 4–11, 5–11)               | لم يتأهل                                          | لم يتأهل        | لم يتأهل        | لم يتأهل |
| نيك دي يان تشامريون            | زوجي TT1–3                                                                                 | كاهيو بامبودي · سيفريانتو سيفريانتو (إندونيسيا) · خ 0–3 (2–11, 2–11, 5–11) | أنوراك لاوونغ · يوتاجاك جلينبانشون (تايلاند) · خ 0–3 (1–11, 3–11, 4–11)           | —                                                                                | —                                                                   | الثالث                                                                  | —                                                 | لم يتأهل        | لم يتأهل        | لم يتأهل |
| بوف نوتش إيك نهانساموث         | محمد ديني بن هوزايني · جيكسيان رودريك لي (سنغافورة) · ف 3–0 (11–9, 11–5, 11–9)             | بوسري ووايني · ثيرايو تشوآوونغ (تايلاند) · خ 0–3 (7–11, 5–11, 7–11)        | أندي سانتوسو · أودي نانغي (إندونيسيا) · ف 3–0 (11–9, 11–5, 11–4)                  | —                                                                                | الثاني                                                              | أنوراك لاوونغ · يوتاجاك جلينبانشون (تايلاند) · خ 0–3 (9–11, 8–11, 4–11) | —                                                 | لم يتأهل        | الثالث          |          |
| يوي كوسال فوين سوفياب          | زوجي TT4                                                                                   | أديوس أستان · يانيغ غونايا (إندونيسيا) · خ 0–3 (5–11, 3–11, 9–11)          | ناثاووت ثيناثيت · بايسول باتيه (تايلاند) · ف 3–2 (11–8, 11–8, 10–12, 6–11, 11–8)  | —                                                                                | —                                                                   | كيتينان هارنبشاي · وانشاي تشايوت (تايلاند) · خ 0–3 (5–11, 2–11, 9–11)   | —                                                 | لم يتأهل        | الثالث          |          |
| إن تشانا سري تشيا              | راكلو كانديلا مارتينيز جونيور · سميث بيلي كارتر (الفلبين) · خ 1–3 (9–11, 11–9, 5–11, 6–11) | كيتينان هارنبشاي · وانشاي تشايوت (تايلاند) · خ 0–3 (7–11, 4–11, 2–11)      | الثالث                                                                            | —                                                                                | —                                                                   | لم يتأهل                                                                | لم يتأهل                                          | لم يتأهل        |                 |          |
| هو فيكدي هيانغ كيا             | زوجي TT8                                                                                   | أونغ كياو هتو · تو ثيت أونغ (مينمار) · خ 0–3 (4–11, 5–11, 1–11)            | كومكريت شاريتسال · فيسيت وانغفونفاتاناسيري (تايلاند) · خ 0–3 (1–11, 1–11, 1–11)   | ليوناردو أريتونانغ · فارلي جيريكو تيلاار (إندونيسيا) · خ 0–3 (1–11, 5–11, 10–12) | —                                                                   | لم يتأهل                                                                | لم يتأهل                                          | لم يتأهل        | الرابع          |          |
| بوف نوتش إيك نهانساموث نيك دي  | فريق TT1–3                                                                                 | داروين لاباستيدا سالفاسيون · مانويل بونا ريباطو (الفلبين) · ف 2–0          | محمد ديني بن هوزايني · جيكسيان رودريك لي (سنغافورة) · ف 2–0                       | أندي سانتوسو · كاهيو بامبودي · أودي نانغي (إندونيسيا) · خ 0–2                    | بوسري ووايني · يوتاجاك جلينبانشون · أنوراك لاوونغ (تايلاند) · خ 0–2 | الثالث                                                                  | —                                                 | —               | —               | —        |
| يوي كوسال سري تشيا فوين سوفياب | فريق TT4                                                                                   | راكلو كانديلا مارتينيز جونيور · سميث بيلي كارتر (الفلبين) · خ 0–2          | أديوس أستان · يانيغ غونايا · سوناترو سوناترو (إندونيسيا) · خ 0–2                  | وانشاي تشايوت · كيتينان هارنبشاي · بايسول باتيه (تايلاند) · خ 0–2                | —                                                                   | الرابع                                                                  | —                                                 | —               | —               | —        |
| ساو تشورن يان تشامريون         | فريق TT5                                                                                   | نوركان تشانفاكا · تيراديك كلانجماني · ثيرايو تشوآوونغ (تايلاند) · خ 0–2    | تاتوك هارديانتو · سيفريانتو سيفريانتو · بارسي إيسانتيند لايبا (إندونيسيا) · خ 0–2 | نجوين با آن · تران فان ثانغ (فيتنام) · خ 0–2                                     | —                                                                   | الرابع                                                                  | —                                                 | —               | —               | —        |
| فاف يونغ هونغ لانغ             | فريق TT6–7                                                                                 | رونجروج ثاينيوم · سوريوني ثابانغ · فيتسادان أويين (تايلاند) · خ 0–2        | رحمد هيديات · فارلي جيريكو تيلاار · إنسينغ موستوبا (إندونيسيا) · خ 0–2            | نجوين ثانه بينه · دانغ ثي كان (فيتنام) · خ 0–2                                   | —                                                                   | الرابع                                                                  | —                                                 | —               | —               | —        |

### للسيدات
| اللاعب                               | الفئة                                                                   | مرحلة المجموعات                                                                 | مرحلة المجموعات                                                                                   | مرحلة المجموعات                                                                        | مرحلة المجموعات                                     | نصف النهائي                                        | النهائي         | النهائي                                              |
| اللاعب                               | الفئة                                                                   | المنافس النتيجة                                                                 | المنافس النتيجة                                                                                   | المنافس النتيجة                                                                        | الترتيب                                             | المنافس النتيجة                                    | المنافس النتيجة | الترتيب                                              |
| ------------------------------------ | ----------------------------------------------------------------------- | ------------------------------------------------------------------------------- | ------------------------------------------------------------------------------------------------- | -------------------------------------------------------------------------------------- | --------------------------------------------------- | -------------------------------------------------- | --------------- | ---------------------------------------------------- |
| سرونغ سارونغ                         | فردي TT4                                                                | شورن تشاريا (كمبوديا) · ف 3–1 (11–8, 11–2, 7–11, 11–3)                          | ويجيترا جايون (تايلاند) · خ 0–3 (2–11, 2–11, 3–11)                                                | —                                                                                      | الثاني                                              | واسّانا سريغام (تايلاند) · خ 0–3 (5–11, 5–11, 6–11) | لم يتأهل        | الثالث                                               |
| شورن تشاريا                          | سرونغ سارونغ (كمبوديا) · خ 1–3 (8–11, 2–11, 11–7, 3–11)                 | ويجيترا جايون (تايلاند) · خ 0–3 (2–11, 3–11, 7–11)                              | الثالث                                                                                            | —                                                                                      | لم يتأهل                                            | لم يتأهل                                           | لم يتأهل        |                                                      |
| سن بالا                              | تارسيلم تارسيلم (إندونيسيا) · خ 0–3 (3–11, 3–11, 6–11)                  | واسّانا سريغام (تايلاند) · خ 0–3 (2–11, 3–11, 7–11)                              | الثالث                                                                                            | —                                                                                      | لم يتأهل                                            | لم يتأهل                                           | لم يتأهل        |                                                      |
| رات كامسات                           | فردي TT5                                                                | ليلي مارلينا (إندونيسيا) · خ 0–3 (3–11, 2–11, 2–11)                             | الثالث                                                                                            | —                                                                                      | لم يتأهل                                            | لم يتأهل                                           | لم يتأهل        | سوبالا بوتجونها (تايلاند) · خ 0–3 (5–11, 2–11, 2–11) |
| سون سورم                             | يوك نام (كمبوديا) · خ 1–3 (12–10, 8–11, 8–11, 9–11)                     | بانواس سرينغام (تايلاند) · خ 0–3 (3–11, 5–11, 5–11)                             | الثالث                                                                                            | —                                                                                      | لم يتأهل                                            | لم يتأهل                                           | لم يتأهل        |                                                      |
| يوك نام                              | سون سورم (كمبوديا) · ف 3–1 (10–12, 11–8, 11–8, 11–9)                    | بانواس سرينغام (تايلاند) · خ 0–3 (2–11, 5–11, 3–11)                             | الثاني                                                                                            | —                                                                                      | ليلي مارلينا (إندونيسيا) · خ 0–3 (2–11, 2–11, 2–11) | لم يتأهل                                           | الثالث          |                                                      |
| شورن تشاريا سرونغ سارونغ             | زوجي TT4                                                                | إيدا ياني · أوسريتا مسلم (إندونيسيا) · خ 0–3 (9–11, 2–11, 3–11)                 | واسّانا سريغام · ويجيترا جايون (تايلاند) · خ 0–3 (1–11, 3–11, 6–11)                                | آنا سوماتينغ تيلاكان · لوسينا باجي جارانيلا (الفلبين) · ف 3–1 (11–6, 11–7, 6–11, 11–8) | الثالث                                              | —                                                  | —               | —                                                    |
| يوك نام سون سورم                     | زوجي TT5                                                                | ريت كامسات · توش تنغي (كمبوديا) · ف 3–0 (11–8, 11–2, 11–4)                      | ليلي مارلينا · تارسيلم تارسيلم (إندونيسيا) · خ 0–3 (1–11, 3–11, 2–11)                             | بانواس سرينغام · سوبالا بوتجانها (تايلاند) · خ 0–3 (2–11, 2–11, 3–11)                  | الثالث                                              | —                                                  | —               | —                                                    |
| ريت كامسات توش تنغي                  | يوك نام · سون سورم (كمبوديا) · خ 0–3 (8–11, 2–11, 4–11)                 | بانواس سرينغام · سوبالا بوتجانها (تايلاند) · خ 0–3 (4–11, 3–11)                 | ليلي مارلينا · تارسيلم تارسيلم (إندونيسيا) · خ 0–3 (5–11, 2–11, 3–11)                             | الرابع                                                                                 |                                                     | —                                                  | —               | —                                                    |
| سات فيبول سينغ سوكونتيري             | زوجي TT9                                                                | هانا ريستي · إماس يونيار (إندونيسيا) · خ 0–3 (1–11, 2–11, 4–11)                 | ليليانا دا كوستا سيلفا ميسكويتا · باسكوئيلا دوس سانتوس (تيمور الشرقية) · خ 0–3 (5–11, 3–11, 2–11) | —                                                                                      | الثالث                                              | لم يتأهل                                           | لم يتأهل        | لم يتأهل                                             |
| تشين فياسنا سينغ سوكونتيري           | لي ثي هونغ هونغ · نجوين ثي هوا فونغ (فيتنام) · خ 0–3 (2–11, 4–11, 4–11) | أنجيلا لابرادور كويروبين · جونا بوبان بينا (الفلبين) · خ 0–3 (6–11, 1–11, 2–11) |                                                                                                   | —                                                                                      | الثالث                                              | لم يتأهل                                           | لم يتأهل        | لم يتأهل                                             |
| سرونغ سارونغ شورن تشاريا سن بالا     | فريق TT4                                                                | ويجيترا جايون · واسّانا سريغام · تشيلشيتبارياك بوتوانسيرينا (تايلاند) · خ 0–2    | —                                                                                                 | —                                                                                      | الثاني                                              | —                                                  | —               | —                                                    |
| يوك نام سون سورم ريت كامسات          | فريق TT5                                                                | ليلي مارلينا · تارسيلم تارسيلم (إندونيسيا) · خ 0–2                              | بانواس سرينغام · سوبالا بوتجانها · سوثيدا ساينساتان (تايلاند) · خ 0–2                             | —                                                                                      | الثالث                                              | —                                                  | —               | —                                                    |
| سينغ سوكونتيري سات فيبول توتش سوفياب | فريق TT9                                                                | ليليانا دا كوستا سيلفا ميسكويتا · باسكوئيلا دوس سانتوس (تيمور الشرقية) · خ 0–2  | لي ثي هونغ هونغ · هوانغ ثي توك ترام (فيتنام) · خ 0–2                                              | إماس يونيار · هانا ريستي (إندونيسيا) · خ 0–2                                           | الرابع                                              | —                                                  | —               | —                                                    |

### مختلط
| الميداليات حسب التاريخ | الميداليات حسب التاريخ | الميداليات حسب التاريخ | الميداليات حسب التاريخ | الميداليات حسب التاريخ | الميداليات حسب التاريخ |
| اليوم                  | التاريخ                | ذهبية                  | فضية                   | برونزية                | المجموع                |
| ---------------------- | ---------------------- | ---------------------- | ---------------------- | ---------------------- | ---------------------- |
| -1                     | 2 يونيو                | 0                      | 0                      | 0                      | 0                      |
| 1                      | 3 يونيو                | حفل الافتتاح           | حفل الافتتاح           | حفل الافتتاح           | حفل الافتتاح           |
| 1                      | 3 يونيو                | 1                      | 0                      | 0                      | 1                      |
| 2                      | 4 يونيو                | 1                      | 1                      | 4                      | 6                      |
| 3                      | 5 يونيو                | 1                      | 6                      | 6                      | 13                     |
| 4                      | 6 يونيو                | 3                      | 3                      | 15                     | 21                     |
| 5                      | 7 يونيو                | 3                      | 7                      | 12                     | 22                     |
| 6                      | 8 يونيو                | 0                      | 1                      | 7                      | 8                      |
| 7                      | 9 يونيو                | 0                      | 0                      | 0                      | 0                      |
| 7                      | 9 يونيو                | حفل الختام             | حفل الختام             | حفل الختام             | حفل الختام             |
| المجموع                | المجموع                | 9                      | 18                     | 44                     | 71                     |

### الميداليات حسب الجنس
مرجع: https://games.cambodia2023.com/#medalstanding
| الميداليات حسب الجنس | الميداليات حسب الجنس | الميداليات حسب الجنس | الميداليات حسب الجنس | الميداليات حسب الجنس | الميداليات حسب الجنس | الميداليات حسب الجنس |
| الجنس                | ذهبية                | فضية                 | برونزية              | المجموع              | النسبة               | الترتيب              |
| -------------------- | -------------------- | -------------------- | -------------------- | -------------------- | -------------------- | -------------------- |
| ذكر                  | 3                    | 12                   | 25                   | 40                   | 56٫3%                | 7                    |
| أنثى                 | 6                    | 5                    | 18                   | 29                   | 40٫8%                | 6                    |
| مختلط                | 0                    | 1                    | 1                    | 2                    | 2٫82%                | 3                    |
| المجموع              | 9                    | 18                   | 44                   | 71                   | 100%                 | 8                    |